# Helicopsyche pandeirosa
Helicopsyche pandeirosa is een schietmot uit de familie Helicopsychidae. De soort komt voor in het Neotropisch gebied.